# Épidémiologie génétique
L'épidémiologie génétique est l'étude du rôle des facteurs génétiques dans la détermination de la santé et de la maladie dans les familles et dans les populations ainsi que l'interaction de ces facteurs génétiques avec les facteurs environnementaux. L'épidémiologie génétique cherche à dériver une analyse statistique et quantitative du fonctionnement de la génétique dans de grands groupes.
L'utilisation du terme épidémiologie génétique est apparue au milieu des années 1980 comme un nouveau domaine scientifique.

## Approches
La recherche épidémiologique génétique suit trois étapes discrètes, comme le souligne Tevfik Dorak :
1. Établir qu'il y a une composante génétique à la maladie.
2. Établir la taille relative de cet effet génétique par rapport à d'autres sources de variation du risque de maladie (effets environnementaux tels que l'environnement intra-utérin, effets physiques et chimiques ainsi que les aspects comportementaux et sociaux).
3. Identifier le ou les gènes responsables de la composante génétique.

Ces méthodologies de recherche peuvent être évaluées par des études familiales ou démographiques.